# پردیس احمدیه
پردیس احمدیه (زادهٔ ۸ تیر ۱۳۷۱) بازیگر ایرانی است. او از سال ۱۳۸۵ با بازی در فیلم مقلد شیطان وارد عرصه بازیگری شد. او در ششمین جشنواره فیلم شهر در سال ۱۳۹۶ برای بازی در لاک قرمز به عنوان بهترین بازیگر زن دست یافت، و نامزد بهترین بازیگر نقش اول زن در نوزدهمین جشن سینمای ایران شد.
پردیس احمدیه برای بازی در تومان (۱۴۰۰) برندهٔ جایزهٔ بهترین بازیگر زن از جشن حافظ شد. در سال ۱۴۰۲ به واسطه بازی در سریال پوست شیر نامزد دریافت تندیس حافظ شد.

## زندگی هنری
پردیس احمدیه ۸ تیر ۱۳۷۱ در مراغه متولد شد. در سال ۱۳۸۶ توسط حمید نعمت‌الله برای بازی در فیلم مقلد شیطان به افشین صادقی معرفی شد. او فارغ‌التحصیل رشتهٔ(سنتور) نوازندگی ساز ایرانی است. وی در شهریور سال ۱۳۹۸ به جمع بازیگران فیلم لامینور به کارگردانی داریوش مهرجویی پیوست.
پردیس احمدیه در یکی از مصاحبه‌هایش دربارهٔ فیلم «لاک قرمز» گفته «که برای خو گرفتن با رفتار یک دختر نوجوان به مدت یک هفته در کلاس‌های یک دبیرستان دخترانه حضور یافتم و تمام حرکات، خنده‌ها و… آنها رو زیر نظر گرفتم.»

## انتقاد از مهران مدیری
پردیس احمدیه در تاریخ ۳۰ مهر ۱۴۰۱ بعد از عذرخواهی تلویزیونی مهران مدیری در جریان خیزش ۱۴۰۱ در صفحه اینستاگرام خود مواضع تندی علیه مدیری گرفت و او را «آبروبر و حقیر» خطاب کرد.

## فیلم‌شناسی

### سینما
| سال  | نام فیلم      | کارگردان         | نقش            |
| ---- | ------------- | ---------------- | -------------- |
| ۱۴۰۲ | پول و پارتی   | سعید سهیلی       | دنیا           |
| ۱۴۰۲ | دو روز دیرتر  | اصغر نعیمی       | مریم           |
| ۱۳۹۸ | لامینور       | داریوش مهرجویی   | نادی           |
| ۱۳۹۸ | مجبوریم       | رضا درمیشیان     | گلبهار         |
| ۱۳۹۷ | تومان         | مرتضی فرشباف     | آیلین          |
| ۱۳۹۷ | سرکوب         | رضا گوران        | پروانه         |
| ۱۳۹۵ | خفه‌گی         | فریدون جیرانی    | نسیم سازگار    |
| ۱۳۹۴ | لاک قرمز      | جمال سیدحاتمی    | اکرم           |
| ۱۳۹۳ | تگرگ و آفتاب  | رضا کریمی        | گلی            |
| ۱۳۹۳ | خانه دختر     | شهرام شاه حسینی  | ستاره          |
| ۱۳۹۲ | دلم می‌خواد    | بهمن فرمان آرا   | دختر سیدی فروش |
| ۱۳۹۰ | کلاس هنرپیشگی | علیرضا داوودنژاد | نیکی           |
| ۱۳۸۵ | مقلد شیطان    | افشین صادقی      |                |

### تلویزیون
| سال  | نام سریال | کارگردان         | نقش   |
| ---- | --------- | ---------------- | ----- |
| ۱۳۹۲ | یادآوری   | حجت قاسم‌زاده اصل | فرشته |

### نمایش خانگی
| سال  | نام سریال   | کارگردان                   | نقش           | پلتفرم منتشر کننده |
| ---- | ----------- | -------------------------- | ------------- | ------------------ |
| ۱۴۰۴ | از یاد رفته | برزو نیک‌نژاد               | پریسا امین‌پور | فیلم نت            |
| ۱۴۰۱ | پوست شیر    | جمشید محمودی               | ساحل مولایی   | فیلم نت            |
| ۱۴۰۱ | نوبت لیلی   | روح‌الله حجازی              | لیلی          | نماوا              |
| ۱۴۰۰ | آنها        | مهدی آقاجانی و میلاد جرموز | باران         | فیلم نت            |

### تئاتر[نیازمند منبع]
| سال  | نام نمایش         | کارگردان      |
| ---- | ----------------- | ------------- |
| ۱۳۹۲ | ناتمام            | سیما تیرانداز |
| ۱۳۹۴ | کشتن کفتر چاهی    | رضا حداد      |
| ۱۴۰۳ | نبرد رستم و سهراب | حسین پارسایی  |

## جوایز و نامزدی‌ها
| سال  | رده              | جشنواره                              | جایزه | فیلم     |
| ---- | ---------------- | ------------------------------------ | ----- | -------- |
| ۱۳۹۶ | برترین بازیگر زن | ششمین جشنوارهٔ فیلم شهر               |       | لاک قرمز |
| ۱۳۹۶ | برترین بازیگر زن | نوزدهمین مراسم جشن بزرگ سینمای ایران |       | لاک قرمز |
| ۱۴۰۰ | برترین بازیگر زن | جشن حافظ                             |       | تومان    |